# Amphipoea ochreola
Amphipoea ochreola là một loài bướm đêm trong họ Noctuidae.